# Prisión de deudores

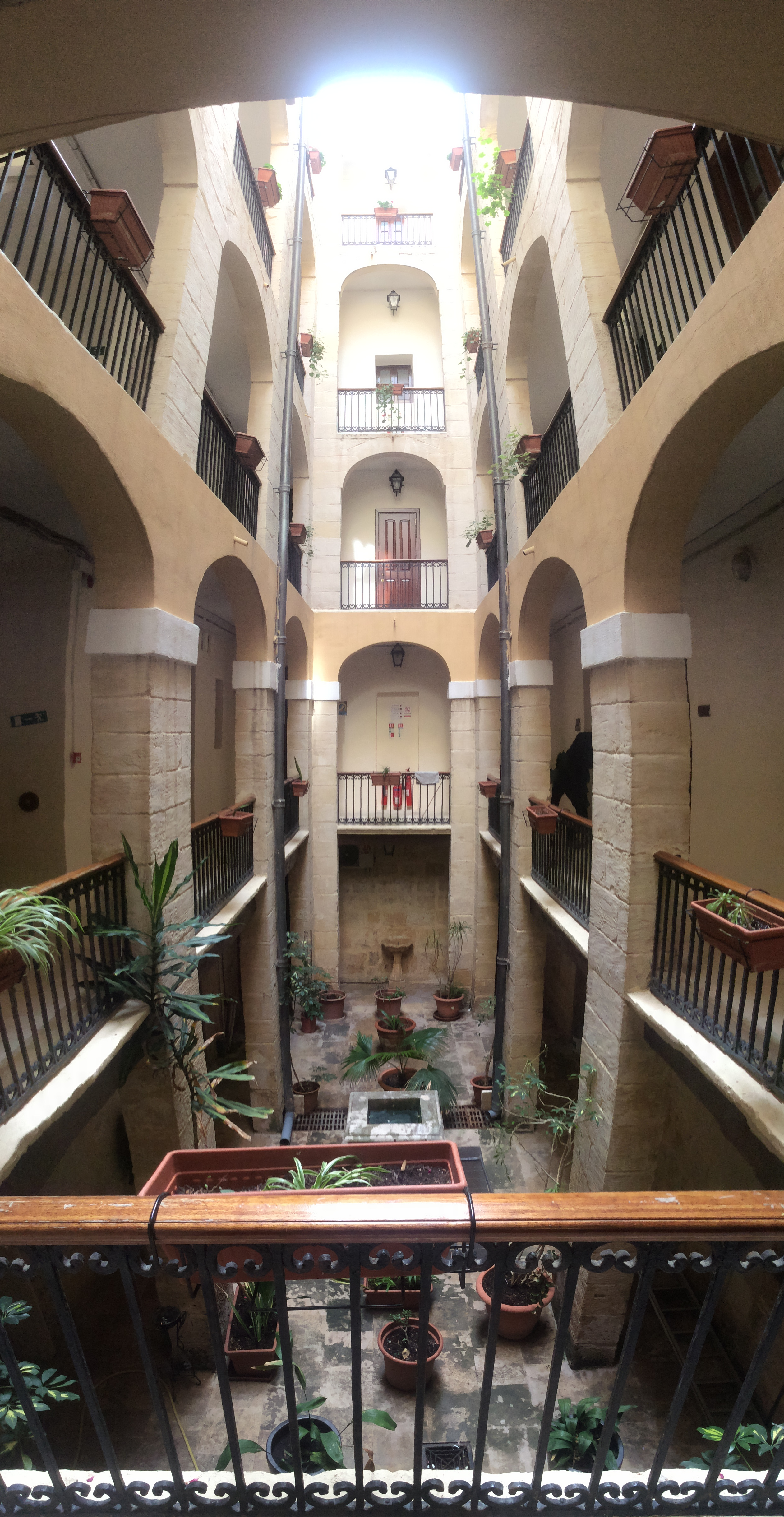
La prisión de deudores del siglo XVIII en la Castellania en Valletta, ahora las oficinas del Ministerio de Sanidad en Malta.

Una prisión de deudores es una prisión para personas que no pueden pagar deudas. Hasta mediados del siglo XIX, las prisiones de deudores (normalmente similares en su forma a casas de trabajo cerradas) eran una forma común de hacer frente a las deudas impagadas en Europa Occidental. Los indigentes que no podían pagar una sentencia judicial eran encarcelados en estas prisiones hasta que saldaban su deuda mediante el trabajo o conseguían fondos externos para pagar el saldo. El producto de su trabajo se destinaba a sufragar los costes de su encarcelamiento y la deuda acumulada. A lo largo de la historia de la ley de quiebras, el aumento del acceso a la justicia y la indulgencia han hecho que las penas de prisión por indigencia no agravada hayan quedado obsoletas en la mayor parte del mundo.
Desde finales del siglo XX, el término prisión de deudores también ha sido aplicado a veces por los críticos a los sistemas de justicia penal en los que un tribunal puede condenar a alguien a prisión por el impago intencionado de tasas penales, normalmente siguiendo la orden de un juez. Por ejemplo, en algunas jurisdicciones de Estados Unidos, las personas pueden ser declaradas en desacato al tribunal y encarceladas tras el impago intencionado de manutención de menores, embargos, confiscaciones, multas o impuestos atrasados. Además, aunque en naciones como los Estados Unidos el deberes civiles sobre deudas privadas se notifique debidamente, sólo se dictará una default judgment juicio en ausencia si el demandado se niega voluntariamente a comparecer conforme a la ley, un número considerable de deudores indigentes son encarcelados legalmente por el delito de no comparecer en un procedimiento civil por deudas según lo ordenado por un juez. En este caso, el delito no es la indigencia, sino desobedecer la orden del juez de comparecer ante el tribunal. Los críticos argumentan que la terminología "doloso" está sujeta a la determinación individual de mens rea por parte de un juez, en lugar de a la ley, y que dado que esto presenta la posibilidad de que los jueces encarcelen a personas legítimamente indigentes, equivale a un sistema de "prisión de deudores" de facto.

## Historia

### Europa medieval
Durante la Edad Media europea, los deudores, tanto hombres como mujeres, eran encerrados juntos en una única y gran celda hasta que sus familias pagaban la deuda. Los presos por deudas a menudo morían de enfermedades contraídas de otros presos por deudas. Las condiciones incluían inanición y abusos por parte de otros prisioneros. Si el padre de una familia era encarcelado por deudas, el negocio familiar se veía afectado y la madre y los hijos caían en la pobreza. Incapaz de pagar la deuda, el padre solía permanecer en la prisión de deudores durante muchos años. Algunos prisioneros por deudas eran liberados para convertirse en siervos o siervos contratados (servidumbre por deudas) hasta que pagaban su deuda con trabajo.

### Oriente Medio islámico medieval
El encarcelamiento por deudas también se practicaba en el Islam. Los deudores que se negaban a pagar sus deudas podían ser detenidos durante varios meses para ejercer presión sobre ellos. Si resultaban insolventes, eran liberados antes de ser puestos bajo tutela legal.

## Por regiones

### Consejo de Europa
El artículo 1 del Protocolo 4 del Convenio Europeo de Derechos Humanos prohíbe el encarcelamiento de personas por incumplimiento de un contrato. Turquía ha firmado el Protocolo 4, pero nunca lo ha ratificado.

### Francia
Francia permite la contrainte par corps, ahora denominada contrainte judiciaire, para el dinero adeudado al Estado por deudores solventes de entre 18 y 65 años; su duración se limita en función de la cuantía de la deuda y su objetivo es presionar al deudor para que pague sus deudas, por lo que el dinero adeudado sigue perteneciendo al Estado.

### Alemania

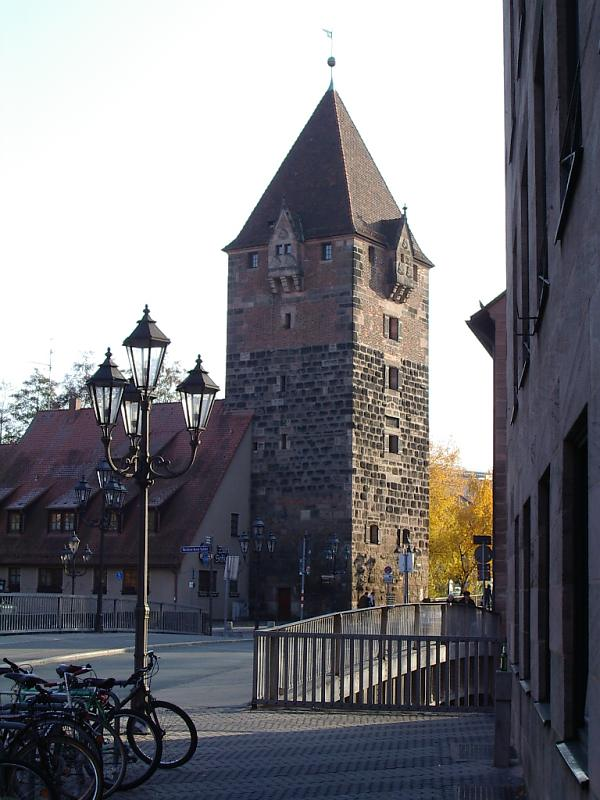
Schuldturm en Nuremberg.

A finales de la Edad Media, y a principios de la era moderna, se codificó el derecho público en Alemania. Esto sirvió para estandarizar el arresto coercitivo (Pressionshaft), y se deshizo de las muchas sanciones arbitrarias que no eran universales. En algunas zonas (como Núremberg) el deudor podía vender o redistribuir su deuda.
En la mayoría de las ciudades, las torres y fortificaciones de la ciudad funcionaban como cárceles. Para determinadas sanciones había cárceles designadas, de ahí que algunas torres se denominaran cárcel de deudores (Schuldturm). El término Schuldturm, fuera de la constitución sajona, se convirtió en el lema de la cárcel de deudores de derecho público.
A principios de la Edad Moderna, la detención de deudores o arresto ciudadano siguió siendo válida en Alemania. A veces se utilizaba como instrumento para obligar al pago, otras para asegurar el arresto de un individuo y asegurar un juicio contra él con el fin de embargar salarios, replevin o una forma de trover. Esta práctica era particularmente vergonzosa para la identidad de una persona, pero tenía reglas diferentes a las de los juicios penales. Se asemejaba más a la moderna ejecución de sentencias (Strafvollzug), por ejemplo, el deudor podía trabajar para saldar su deuda durante un determinado número de días, graduado en función de cuánto debía.
La Confederación del Norte de Alemania eliminó las prisiones de deudores el 29 de mayo de 1868.

### Países Bajos
En el derecho holandés gijzeling (litt.: tomar como rehén) puede ser ordenado por un juez cuando las personas se niegan a (comparecer como) testigos, o no pagan sus multas o deudas. El encarcelamiento no cancela la cantidad adeudada ni los intereses.

### Inglaterra y Gales

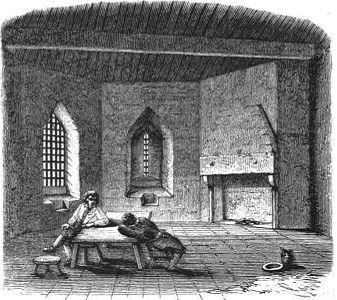
Una representación de mediados de la época victoriana de la prisión de deudores del castillo de St Briavels

En Inglaterra, durante los siglos XVIII y XIX, 10 000 personas fueron encarceladas por deudas cada año. Una pena de prisión no aliviaba la deuda de una persona, sin embargo; un recluso normalmente estaba obligado a pagar al acreedor en su totalidad antes de ser liberado. En Inglaterra y Gales, las prisiones de deudores variaban en la cantidad de libertad que permitían al deudor. Con un poco de dinero, un deudor podía pagar por algunas libertades; algunas prisiones permitían a los reclusos realizar negocios y recibir visitas; otras (incluyendo las prisiones de Fleet y la de King Bench) incluso permitían a los reclusos vivir a poca distancia fuera de la prisión -una práctica conocida como la 'Libertad de las Reglas'- y la Fleet incluso toleraba 'Matrimonios de Fleet' clandestinos.

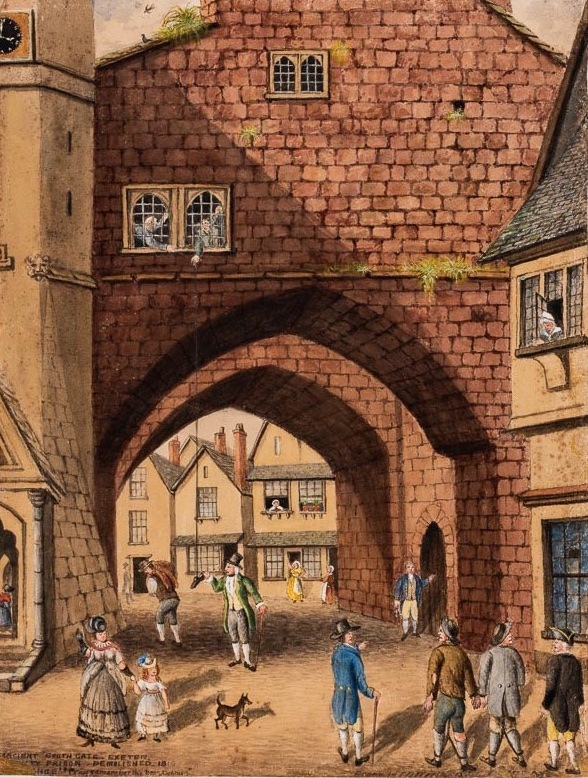
La antigua puerta sur y la prisión, Exeter por Thomas Burnett Worth hacia 1880. La obra representa la Puerta Sur de Exeter y la prisión de la ciudad, que fue demolida en 1819. Un hombre bajo el arco, vestido con abrigo verde y sombrero de copa, coloca algo en un zapato que está suspendido de una cuerda por dos hombres desde una ventana superior. Alude a la historia de una habitación de la casa del guardián que llegó a conocerse como "el zapato", según el reformador de prisiones James Neild, que visitó la prisión de South Gate en 1806.

El padre del autor inglés Charles Dickens fue enviado a una de estas prisiones (la Marshalsea), que se describían a menudo en las novelas de Dickens. Se convirtió en un defensor de la reforma de las prisiones por deudas, y su novela La pequeña Dorrit' trataba directamente este tema.
La Ley de Deudores de 1869 limitaba la capacidad de los tribunales para condenar a prisión a los deudores, pero no se lo prohibía del todo.  Los deudores que disponían de los medios para pagar su deuda, pero no lo hacían, podían seguir siendo encarcelados durante un máximo de seis semanas, al igual que aquellos que incumplían sus deudas con el tribunal. Inicialmente, se produjo una reducción significativa en el número de deudores encarcelados tras la aprobación de la Ley de 1869. En 1870, el número total de deudores encarcelados disminuyó en casi 2.000, pasando de 9.759 en 1869 a 6.605 en 1870. Sin embargo, en 1905 ese número había aumentado a 11.427.
Algunas de las prisiones de deudores de Londres fueron la prisión de Coldbath Fields, prisión de Fleet, Compter de Giltspur Street, prisión de King's Bench, prisión de Marshalsea, Compter de Poultry y Compter de Wood Street. La más famosa fue la prisión de Clink, que tenía una entrada para deudores en Stoney Street. Esta prisión dio origen al término del argot británico para referirse a estar encarcelado en cualquier prisión, de ahí "esta en el clink". Su ubicación también dio origen al término para referirse a estar en apuros económicos, "stoney broke".
La vida en estas prisiones, sin embargo, distaba mucho de ser agradable, y los reclusos se veían obligados a pagar por su manutención. Samuel Byrom, hijo del escritor y poeta John Byrom, fue encarcelado por deudas en la Fleet en 1725, y en 1729 envió una petición a su antiguo amigo de la escuela, el Duque de Dorset, en la que despotricaba contra las injusticias del sistema. Algunos presos deudores fueron incluso menos afortunados, siendo enviados a prisiones con una mezcla de criminales viciosos y delincuentes de poca monta, y muchos más fueron confinados en una sola celda.[cita requerida]